# Turnianská kotlina
Turnianská kotlina je podcelek geomorfologického celku Slovenský kras, nachází se v jižní části východního Slovenska. Kotlinu ohraničuje na jihu planina Dolný vrch, ze západu Silická planina a ze severu planina Horný vrch a Zádielská planina. Na východě navazuje na Košickou kotlinu. Kotlinou protéká řeka Turňa, jejíž vody napájejí Hrhovské rybníky v centrální části kotliny. Na styku kotliny s okolními krasovými planinami vzniklo několik vyvěraček (Lúčna, Jablonská, Evetes). Severní okraj kotliny pokrývají vinice.
V kotlině leží šest samostatných obcí: Silická Jablonica, Hrušov, Jablonov nad Turňou, Hrhov, Dvorníky-Včeláre a Zádiel. Většina obyvatelstva kotliny se tradičně hlásila k maďarské národnosti. 

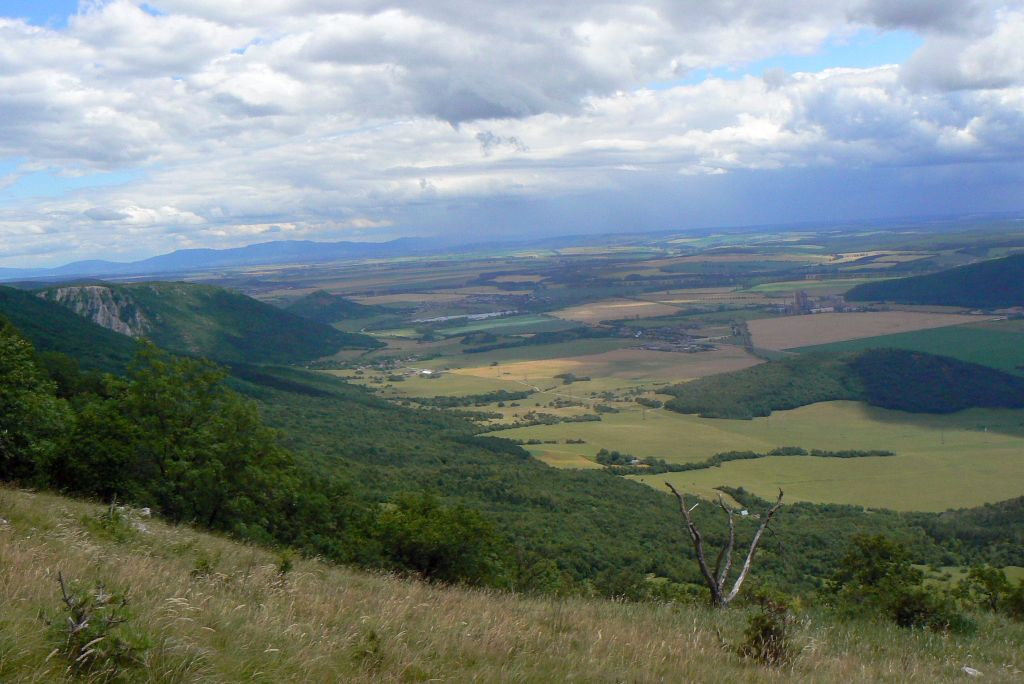
Východní část Turnianské kotliny
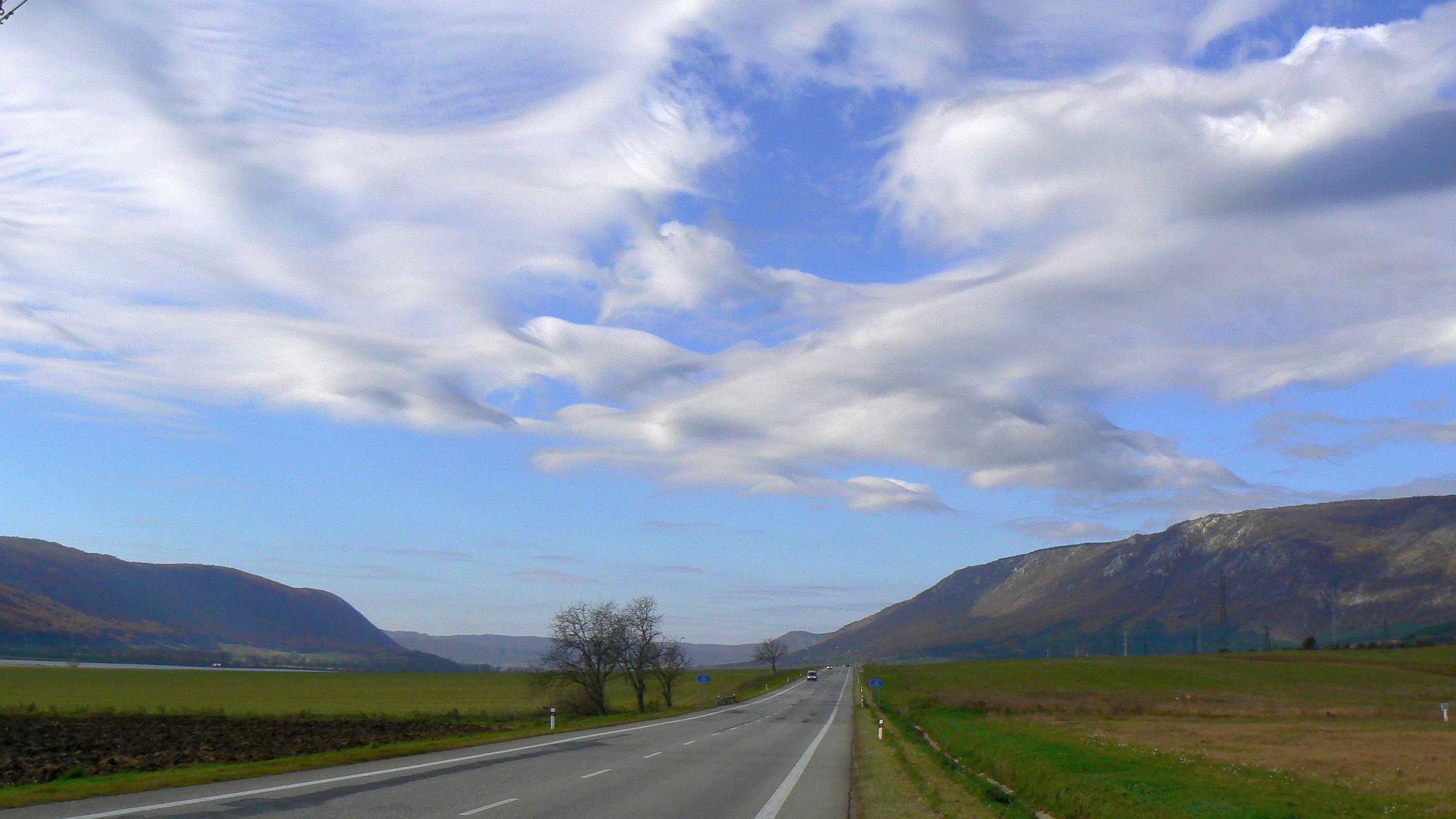
Pohled na Dolný vrch (vlevo) a Horný vrch (vpravo) z Turnianské kotliny